# Hydrangea serratifolia
Hydrangea serratifolia är en hortensiaväxtart som först beskrevs av William Jackson Hooker och Arn., och fick sitt nu gällande namn av Phil. f. Hydrangea serratifolia ingår i släktet hortensior, och familjen hortensiaväxter. Inga underarter finns listade i Catalogue of Life.

## Bildgalleri

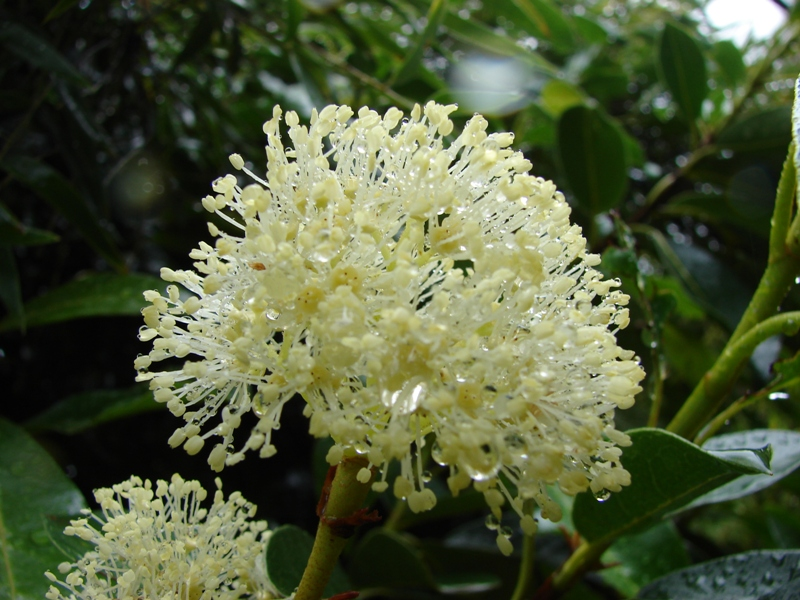
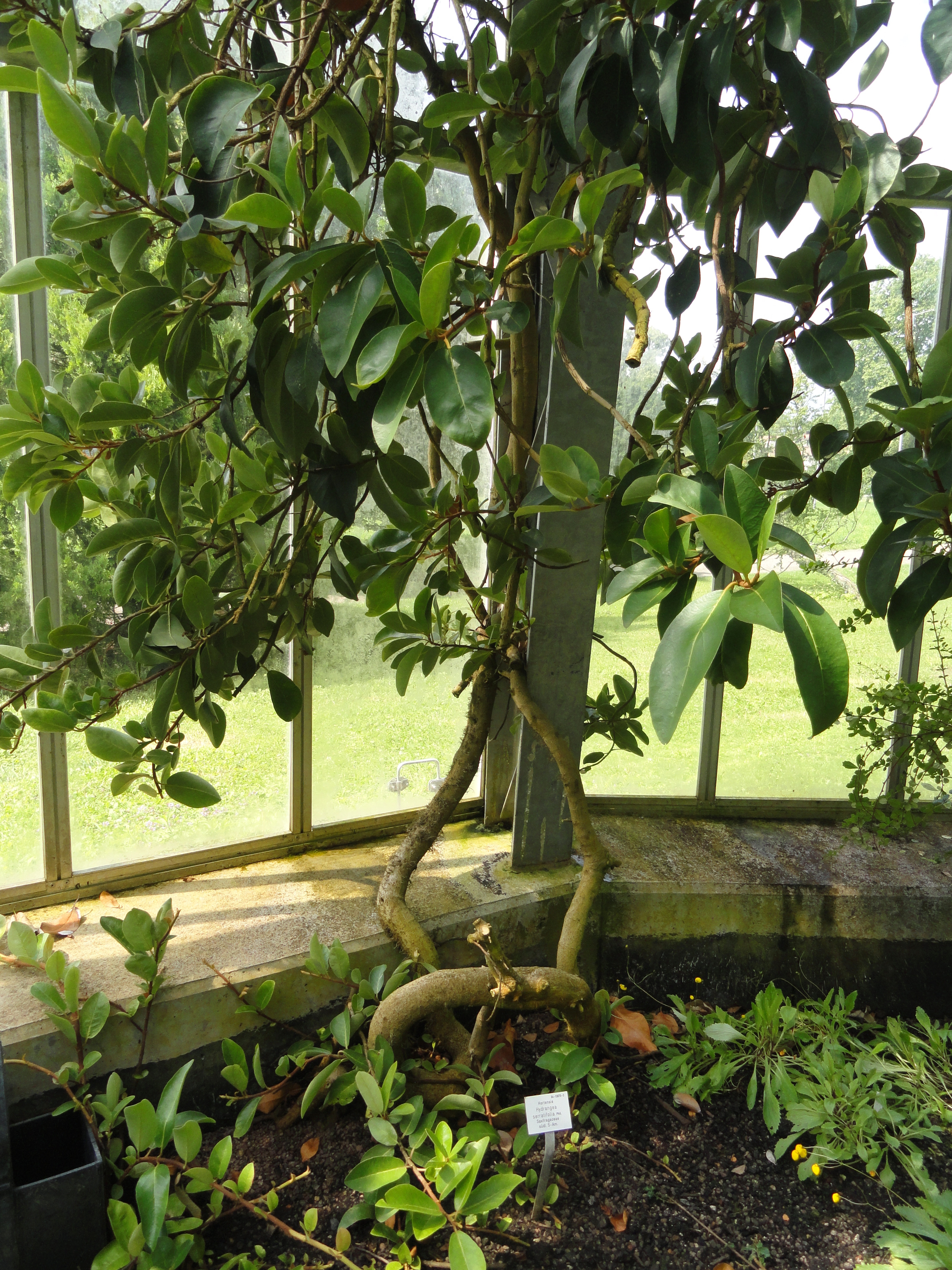